# Adam Świeżawski
Adam Julian Świeżawski z Rudnik (ur. 7 stycznia 1891 w Czerniawce, zm. 1940 w Kijowie) – kapitan rezerwy piechoty Wojska Polskiego, prawnik, działacz narodowy, ofiara zbrodni katyńskiej.

## Życiorys
Urodził się 7 stycznia 1891 w Czerniawce na Bukowinie jako syn Włodzimierza i Marii z domu Kobuzowskiej.
U kresu I wojny światowej należał do organizacji Polskie Kadry Wojskowe. Wówczas był wysyłany do austriackich pułków i organizował polską konspirację w jej szeregach. W listopadzie brał udział w obronie Lwowa w trakcie wojny polsko-ukraińskiej. Służył w oddziale wraz z kpt. Zdzisławem Trześniowskim, stacjonując w Rzęsnej Polskiej pod Lwowem. W komunikacie z 5 listopada 1918 podano, w stopniu porucznika wraz z oddziałem samorzutnie zajął Górę Stracenia, walcząc przeciwko trzykrotnie liczniejszym siłom nieprzyjaciela. Po zajęciu przez Polaków części miasta, rozkazem Naczelnej Komendy z 5 listopada 1918 objął stanowisko komendanta sektora II – tzw. „odcinka Marii Magdaleny” – pozostającego w Grupie I/II (według jednego źródła zakres ulic Pełczyńskiej, T. Lenartowicza, Nowy Świat do ulicy F. Karpińskiego i A. Mickiewicza włącznie; według innego źródła rejon od ul. J. I. Kraszewskiego przez Ogród Jezuicki aż do gmachu Dyrekcji Kolejowej przy ul. Zygmuntowskiej)). Podczas walk wykazywał się organizacją (w szkole Marii Magdaleny), jak i postawą zasługującą na pochwałę.
Po odzyskaniu przez Polskę niepodległości został przyjęty do Wojska Polskiego. Został awansowany na stopień kapitana rezerwy piechoty ze starszeństwem z dniem 1 czerwca 1919. W 1923, 1924 był oficerem rezerwowym 45 pułku piechoty w garnizonie Równe. W 1934 był oficerem rezerwy lwowskiego 26 pułku piechoty i pozostawał wówczas w ewidencji Powiatowej Komendy Uzupełnień Lwów Miasto.
Był prawnikiem we Lwowie. Publikował w „Kurierze Lwowskim”. Działał w zarządzie okręgu lwowskiego Stronnictwa Narodowego. W wyborach samorządowych w maju 1939 uzyskał mandat radnego Rady Miasta Lwowa startując z Listy Katolicko-Narodowej.
Zarządzeniem prezydenta RP Ignacego Mościckiego z 9 listopada 1933 został odznaczony Krzyżem Niepodległości z Mieczami za pracę w dziele odzyskania niepodległości.
Po wybuchu II wojny światowej, agresji ZSRR na Polskę w dniu 17 września 1939 i nastaniu okupacji sowieckiej przebywał nadal we Lwowie. Działał w ruchu konspiracyjnym. Był organizatorem jadłodajni, którą prowadził wraz z krewnymi. W 1940 został aresztowany przez funkcjonariuszy NKWD. W 1940 został zamordowany w ramach zbrodni katyńskiej. Jego nazwisko znalazło się na tzw. Ukraińskiej Liście Katyńskiej opublikowanej w 1994 (został wymieniony na liście wywózkowej 72/1-930 oznaczony numerem 2598). Ofiary tej części zbrodni katyńskiej zostały pochowane na otwartym w 2012 Polskim Cmentarzu Wojennym w Kijowie-Bykowni.
Był żonaty z Heleną z domu Paygert (1891–1969), przed wojną aktywistką SN i NOK, która po jego aresztowaniu w 1940 także została zatrzymana przez sowietów i wywieziona ze Lwowa, po wojnie działała społecznie w Londynie, po raz drugi zamężna pod nazwiskiem Witkowska.